# Hans Süper junior

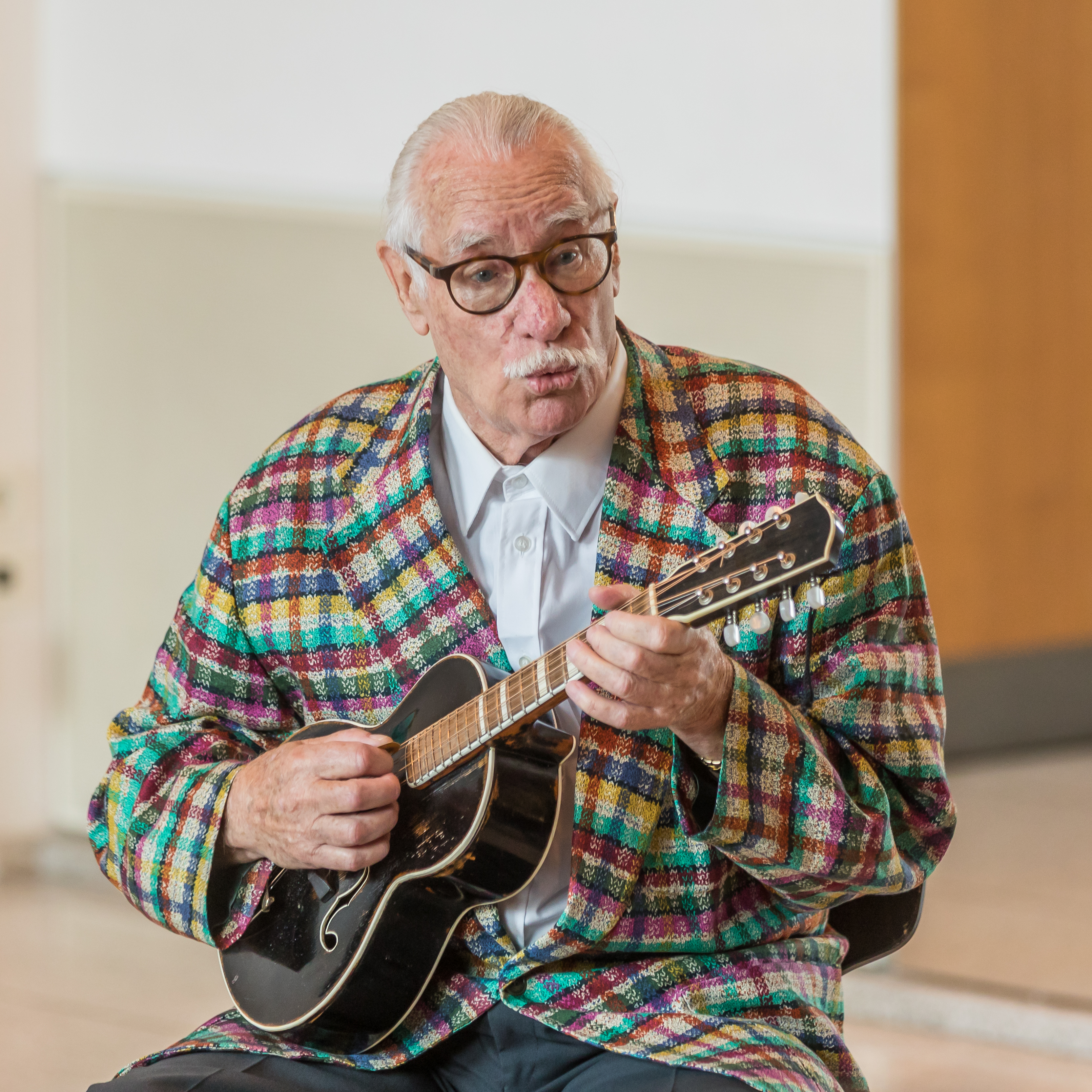
Hans Süper mit der Flitsch, 2021

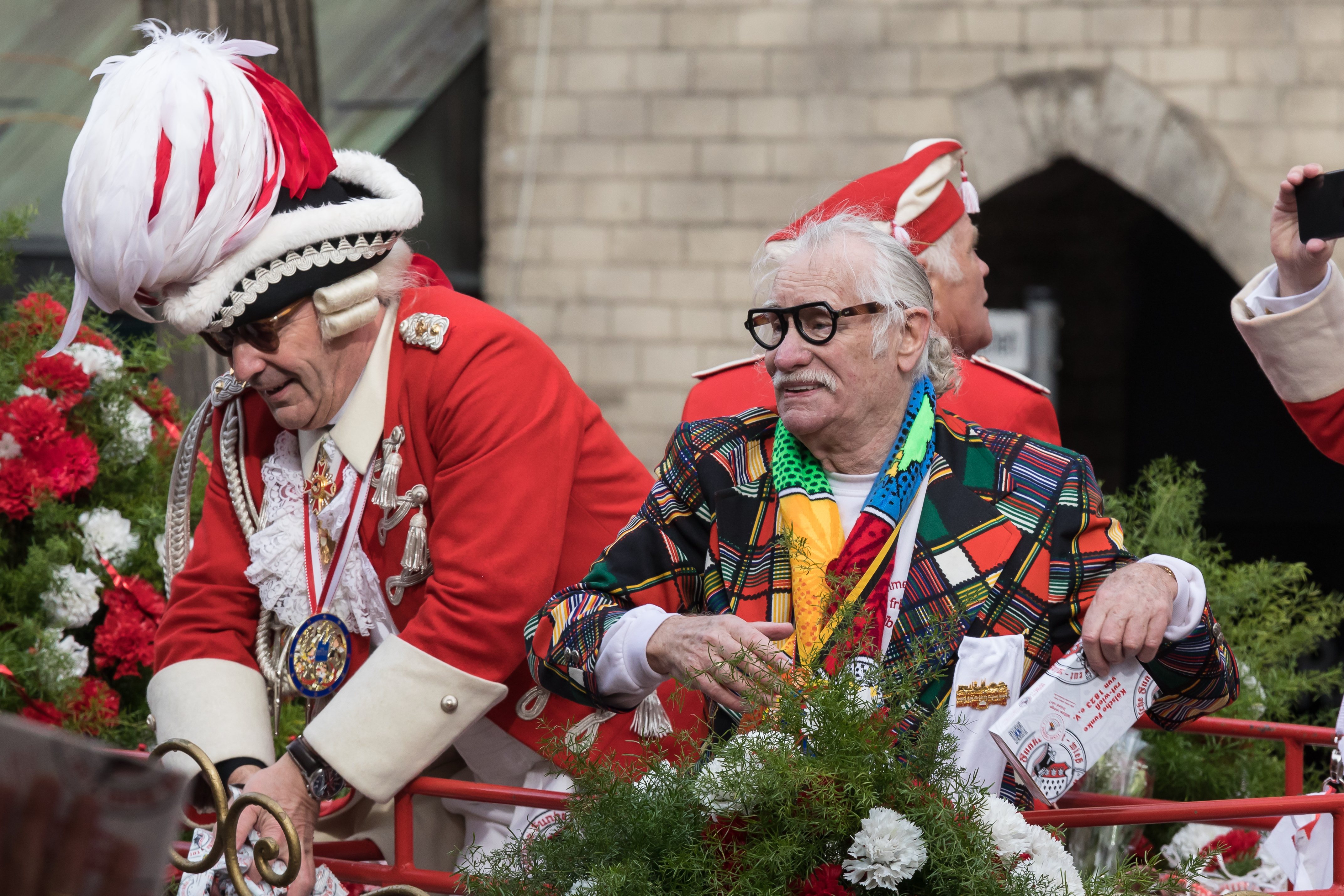
Hans Süper (rechts) beim Kölner Rosenmontagszug, 2019

Johannes „Hans“ Süper junior (* 15. März 1936 in Köln; † 3. Dezember 2022 ebenda) war ein deutscher Musiker und Komiker. Er wurde ab 1974 als Teil des Colonia Duetts im Kölner Karneval bekannt.

## Karriere

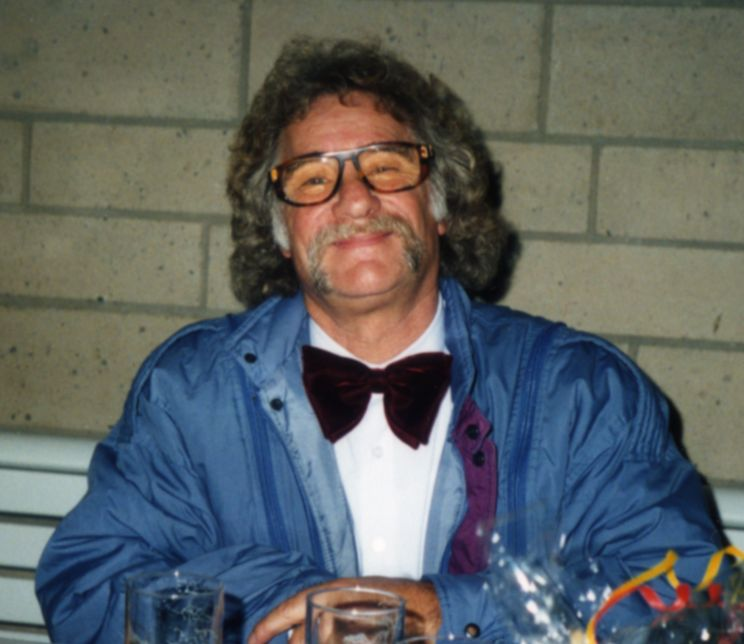
Hans Süper, 1995

Er wurde 1936 in Köln als Sohn des Musikers Hans Süper senior, Mitglied des Kölner Gesangsquartetts De Vier Botze, geboren. Seinen ersten Auftritt hatte er zusammen mit seinem älteren Bruder Paul „Charly“ Süper († 7. Januar 2014 im Alter von 80 Jahren) am Akkordeon als Zwei Schnürreme (Zwei Schnürsenkel), für die ihr Vater Hans Süper senior Lieder schrieb, im selben Genre wie später das Colonia Duett. In dieser Zeit traf er seinen späteren Duett-Partner Hans Zimmermann (1920–1994), der mit seiner Schwester Gretchen als Geschwister Zimmermann unterwegs war.
Von 1974 bis Ende 1990 trat Süper vor allem im Kölner Karneval mit seiner „Flitsch“ (kölsche Bezeichnung für eine Mandoline) gemeinsam mit Zimmermann (Gitarre) als Colonia Duett auf. Nach der Trennung von Zimmermann trat Süper ab 1991 mit dem neuen Partner Werner Keppel (1932–2022) als das Süper-Duett mit ähnlicher Bühnenshow in Form einer Doppelconférence auf. Sie feierten im Januar 2002 mit einer Gala im Kölner Gürzenich offiziell Abschied.
Nachdem Süper 2004 zunächst Abschied von der Bühne genommen hatte, trat er 2011 und 2012 mit dem Programm Mein Leben mit der Flitsch wieder auf und war 2012 Teil der Coelner Giganten mit Köster & Hocker, Arno Steffen und dem Mike-Herting-Orchester. Beide Veranstaltungen wurden im Fernsehen ausgestrahlt. Im Januar 2013 trat er bei der Proklamation des Kölner Dreigestirns ein weiteres Mal im Gürzenich auf. Im Oktober 2016 war er zu Gast bei Kölle singt in der Lanxess Arena mit rund 12.000 Zuschauern. Im Februar 2020 wurde er mit dem Dürener Papiermacherorden ausgezeichnet und trat mit dem Lied Ich bin ene kölsche Jung auf.

## Privatleben
Süper wohnte in Köln-Sülz. Er besuchte die Schule nur bis zur sechsten Klasse; später arbeitete er etwa 20 Jahre lang als Kurierfahrer. Nach dem Abschied von der Bühne lebte er zeitweise in Spanien, zunächst in Mequinenza, später auf Gran Canaria. Von Süper existiert eine Stockpuppe im Hänneschen-Theater. Im November 2004 widmete ihm der WDR die Sendung Ein roter Teppich für … Hans Süper. Im März 2011 erschien die Biografie Hans Süper: Mein Leben mit der Flitsch von Helmut Frangenberg. Die 90-minütige WDR-Dokumentation Super Süper! Das kölsche Original Hans Süper von Rüdiger Daniel aus dem Jahr 2013 wurde anlässlich seines Todes im Dezember 2022 wiederholt.
Aus Süpers ersten beiden Ehen stammen zwei Söhne; ab 1997 war er in dritter Ehe mit Helga verheiratet, die im April 2020 starb. Im September 2022 heiratete Süper in Köln Lydia Berg (* 1961), eine langjährige Freundin und Leiterin eines Seniorenstifts.
Hans Süper starb im Dezember 2022 in Köln im Alter von 86 Jahren an den Folgen von Leberkrebs.

## Diskographie
- 1990: Live (als Colonia Duett)
- 1994: Süper Duett (als Süper Duett)
- 2011: Musik uss der Kösch (solo)
- 2011: Das Allerbeste vom Colonia Duett – „Du Ei“ (DVD)
- 2012: Kölsche Jung (solo)
- 2013: Et Beste von Hans Süper (solo)

## Auszeichnungen und Ehrungen

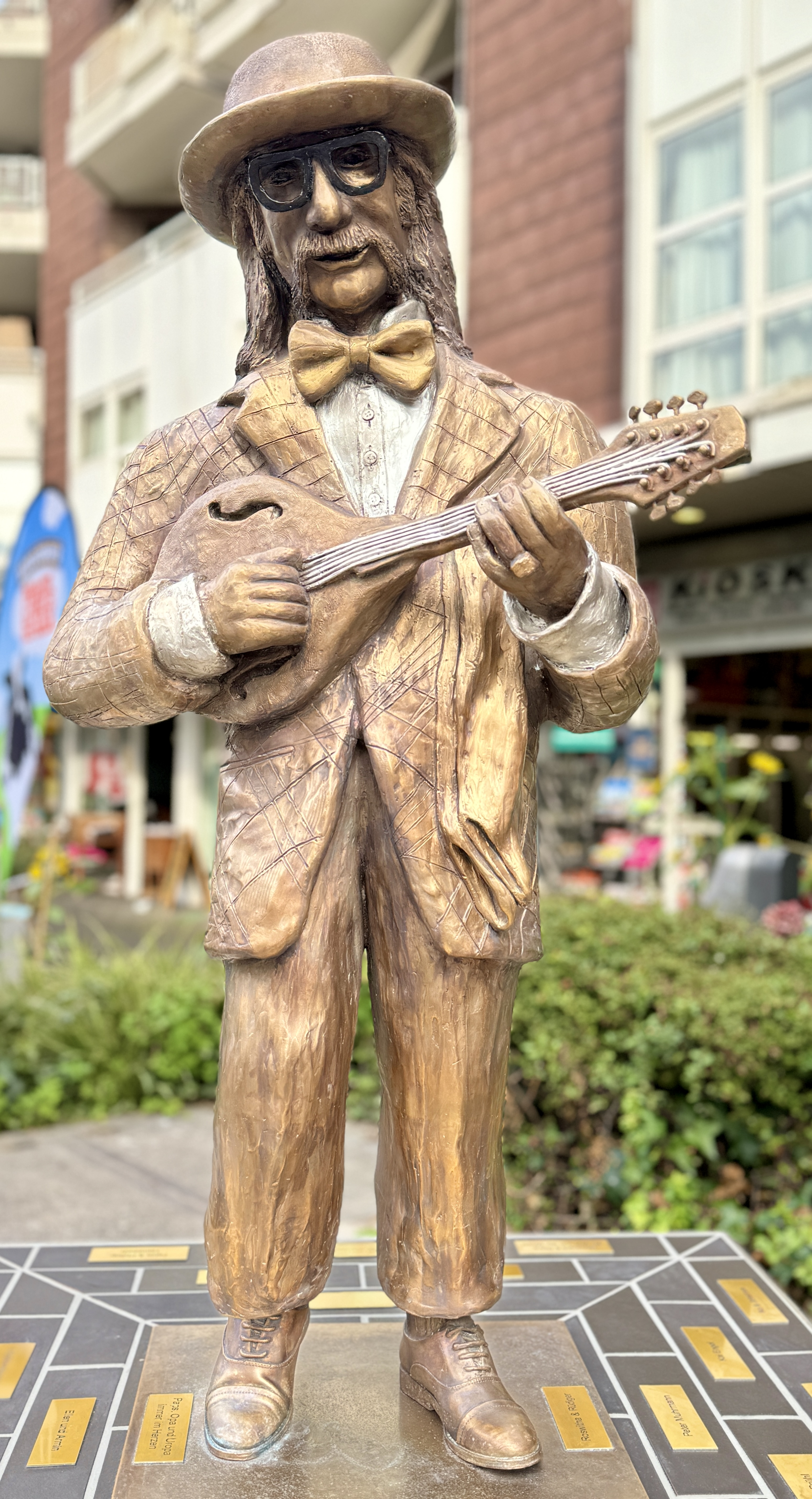
Statue von Hans Süper in Köln-Sülz, Brunnenplatz

- 1990: Goldene Ehrenmütze der Großen Brühler KG Fidele Bröhler Falkenjäger blau-gold von 1973 e. V.[13]
- 2004: Willi-Ostermann-Medaille[14][15][16][17]
- 2005: Goldener Schusterjung – Gestiftet von der KKG Fidele Zunftbrüder von 1919 e. V. – gemeinsam mit dem Politiker Norbert Blüm und Schlagersängerin Dunja Rajter[18]
- 2014: Ehren-Rampensau in der Sendung Blötschkopp und die Rampensäue[19]
- 2020: Papiermacherorden der KG Närrischen Nord Dürener e. V. gemeinsam mit der Stadt Düren[20][21]
- 2024: Einweihung eines Denkmals in Köln-Sülz[22]